# Rapeephat Padthaisong
Rapeephat Padthaisong (thailändisch รพีภัทร ผาดไธสง; * 12. Dezember 2005) ist ein thailändischer Fußballspieler.

## Karriere
Rapeephat Padthaisong steht seit Beginn der Saison 2023/24 beim Zweitligisten Suphanburi FC unter Vertrag. Sein Zweitligadebüt für den Verein aus Suphanburi gab der 17-Jährige am 13. August (1. Spieltag) im Auswärtsspiel gegen den Phrae United FC. Bei dem 0:0-Unentschieden wurde er in der 75. Minute für Danusorn Wijitpunya eingewechselt. Am Ende der Saison 2024/25 musste er mit Suphanburi in die dritte Liga absteigen.